# Maia Sandu
Pour les articles homonymes, voir Sandu.
Maia Sandu, née le 24 mai 1972 à Risipeni (raion de Fălești, RSS de Moldavie), est une femme d'État moldave, présidente de la République depuis le 24 décembre 2020.
Ministre de l'Éducation de 2012 à 2015, fondatrice et présidente du Parti action et solidarité (PAS) pro-européen de 2016 à 2020, elle est battue au second tour de l’élection présidentielle de 2016 par le candidat prorusse Igor Dodon. Après avoir été Première ministre quelques mois en 2019 au terme d'une crise constitutionnelle, elle se présente à l’élection présidentielle de 2020 et l’emporte avec 57,72 % des voix face au président sortant. Elle est la première femme élue à cette fonction. Elle est réélue pour un deuxième mandat lors de l'élection présidentielle de 2024 avec 55,35 % des suffrages.

## Situation personnelle

### Famille
Maia Sandu naît et grandit dans le village de Risipeni, dans le raion de Fălești, en Moldavie soviétique. Sa mère, Emilia Sandu, est professeure de musique, et son père, Grigorie Sandu, est vétérinaire. Elle a une sœur. Elle parle anglais, roumain, russe et espagnol.

### Formation
Maia Sandu étudie l'économie et le droit entre 1989 et 1994 à l'Académie d'études économiques de Moldavie. De 1995 à 1998, elle étudie les relations internationales à l'Académie d'administration publique de Moldavie, en obtenant une maîtrise en relations internationales, puis, de 2009 à 2010, à la John F. Kennedy School of Government de l'université Harvard (États-Unis), où elle obtient une maîtrise en administration publique.

### Carrière professionnelle
De 1994 à 1998, Maia Sandu est directrice adjointe du ministère de l’Économie. De 1998 à 2005, elle travaille au bureau de la Banque mondiale en Moldavie puis devient, en 2006, directrice de la Direction générale des politiques macroéconomiques et des programmes de développement du ministère de l’Économie.
En 2007, elle est nommée coordinatrice de programme au Programme des Nations unies pour le développement en Moldavie et consultante auprès du gouvernement sur la réforme de l’administration publique centrale. De 2010 à 2012, elle est conseillère au bureau exécutif de la Banque mondiale, à Washington, pour les relations avec les pays de l’ancien bloc de l'Est et de l’ancienne URSS.
Ces expériences lui permettent de prendre la mesure de la nécessité d’aligner les normes juridiques et les pratiques économiques de la Moldavie, pour assurer sa prospérité, sur les normes et les pratiques européennes, dans les limites permises par la situation géopolitique du pays (située entre deux superpuissances dont les zones d’influence se touchent ici, la Moldavie appartient à la zone d’influence russe et fait partie de la CEI issue de l’URSS,, mais se trouve aux frontières orientales de l’UE et de l’OTAN : comme telle, elle est aussi membre du partenariat pour la paix de l’OTAN depuis le 16 mars 1994 et du Partenariat oriental de l’UE depuis 2009, et elle signe un accord d’association avec l’UE le 1er juillet 2016).

## Parcours politique

### Ministre de l'Éducation
Du 24 juillet 2012 au 30 juillet 2015, Maia Sandu est ministre de l'Éducation dans les gouvernements successifs de Vlad Filat, Iurie Leancă, Chiril Gaburici et Natalia Gherman. Elle fait installer des centaines de caméras dans les centres d’examens du baccalauréat afin de lutter contre les achats de bonnes notes. Selon Transparency International, le montant des pots-de-vin versés dans l'éducation au cours des deux premières années de son ministère a diminué de 50 %.
Le 7 septembre 2014, lors d'un symposium organisé par le Parti libéral-démocrate de Moldavie (PLDM), Maia Sandu et Natalia Gherman (alors Vice-Première ministre et ministre des Affaires étrangères depuis le 30 mai 2013, et Première ministre par intérim) déclarent adhérer aux principales orientations de ce parti qui a toujours fait partie de coalitions pro-européennes et proroumaines (qui, après avoir été unionistes, sont devenues en très grande majorité indépendantistes, mais tentent toujours d'alléger la tutelle russe : on y trouve aussi le parti libéral PLM et le parti démocrate PDM)

### Élection présidentielle de 2016
En mai 2016, Maia Sandu et ses partisans créent le Parti action et solidarité (PAS), dont elle devient présidente. Elle est ensuite candidate à l'élection présidentielle en octobre-novembre de la même année pour la coalition pro-européenne « Action et solidarité » et recueille 38,4 % des suffrages à l'issue du premier tour, derrière le candidat prorusse Igor Dodon qui obtient 47,9 % des suffrages. Au second tour, ce dernier s'impose par 52,11 % des voix.

### Première ministre

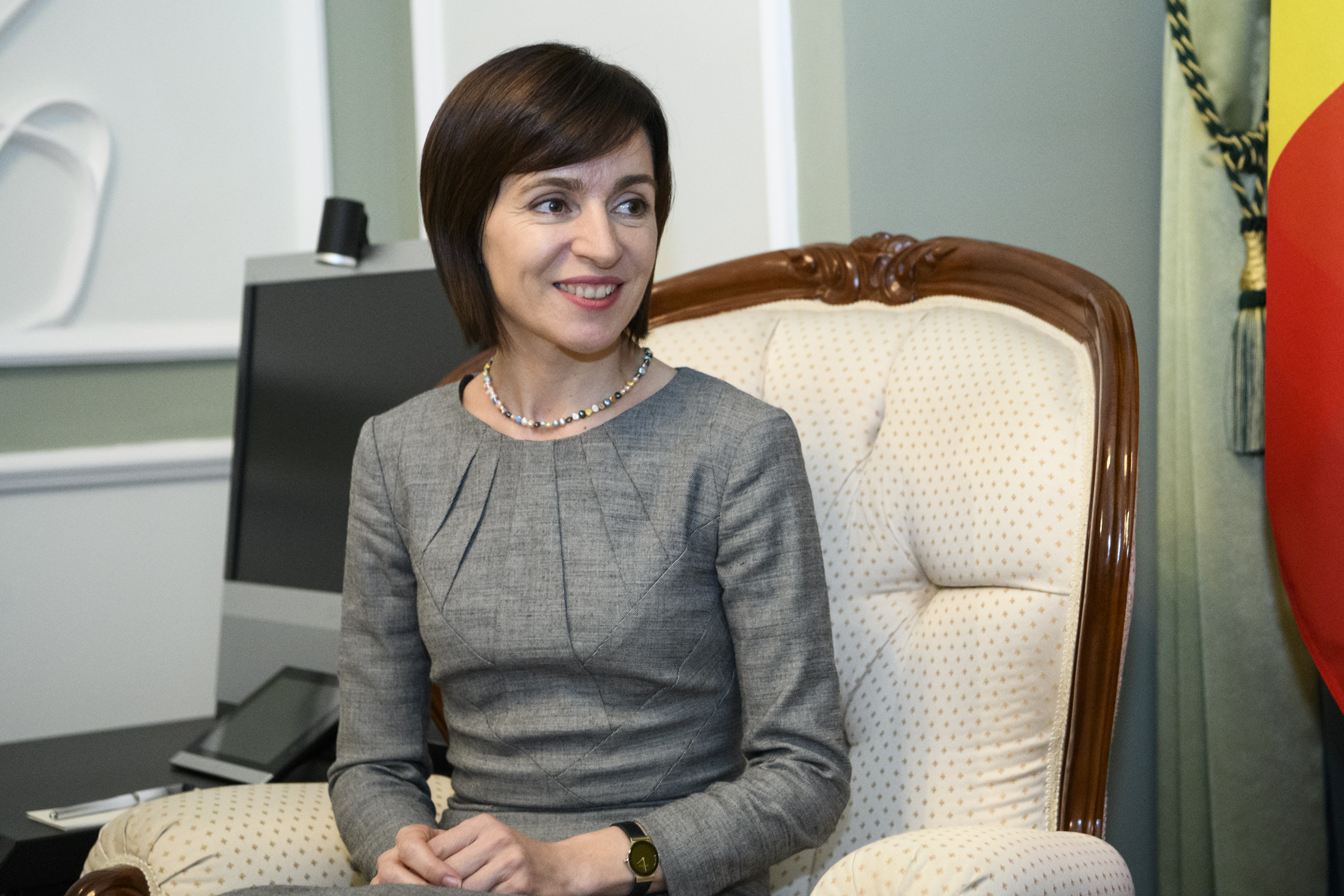
Maia Sandu en juillet 2019.

Lors des élections législatives du 24 février 2019, le PAS se présente avec la Plateforme vérité et dignité (DA) dans l'alliance Acum (« maintenant ») qui termine à la troisième place en obtenant 26,84 % des voix et 26 sièges de députés. Vladimir Plakhotnyouk, oligarque accusé d'avoir détourné un milliard de dollars et en fuite à partir de juin 2019,,, a uni contre lui deux forces politiques jusque-là toujours adverses : les pro-européens rassemblés par Maia Sandu, et les prorusses dirigés par le président Igor Dodon,,,. Après plus de trois mois de tractations infructueuses pour constituer un nouveau cabinet, un accord est passé le 8 juin suivant entre le PSRM et ACUM pour former un nouveau gouvernement avec Maia Sandu comme Première ministre. Le lendemain cependant, la Cour constitutionnelle conteste le processus et suspend le président de la République Igor Dodon de ses fonctions pour les transférer au Premier ministre sortant Pavel Filip. Ce dernier annonce alors la dissolution du Parlement et de nouvelles élections pour le 6 septembre suivant, provoquant une crise constitutionnelle. Le 11 juin, le président Dodon annule la dissolution du Parlement. Le 14 juin, Filip annonce la démission du gouvernement, mettant un terme à la crise politique mais continuant de réclamer des législatives anticipées.

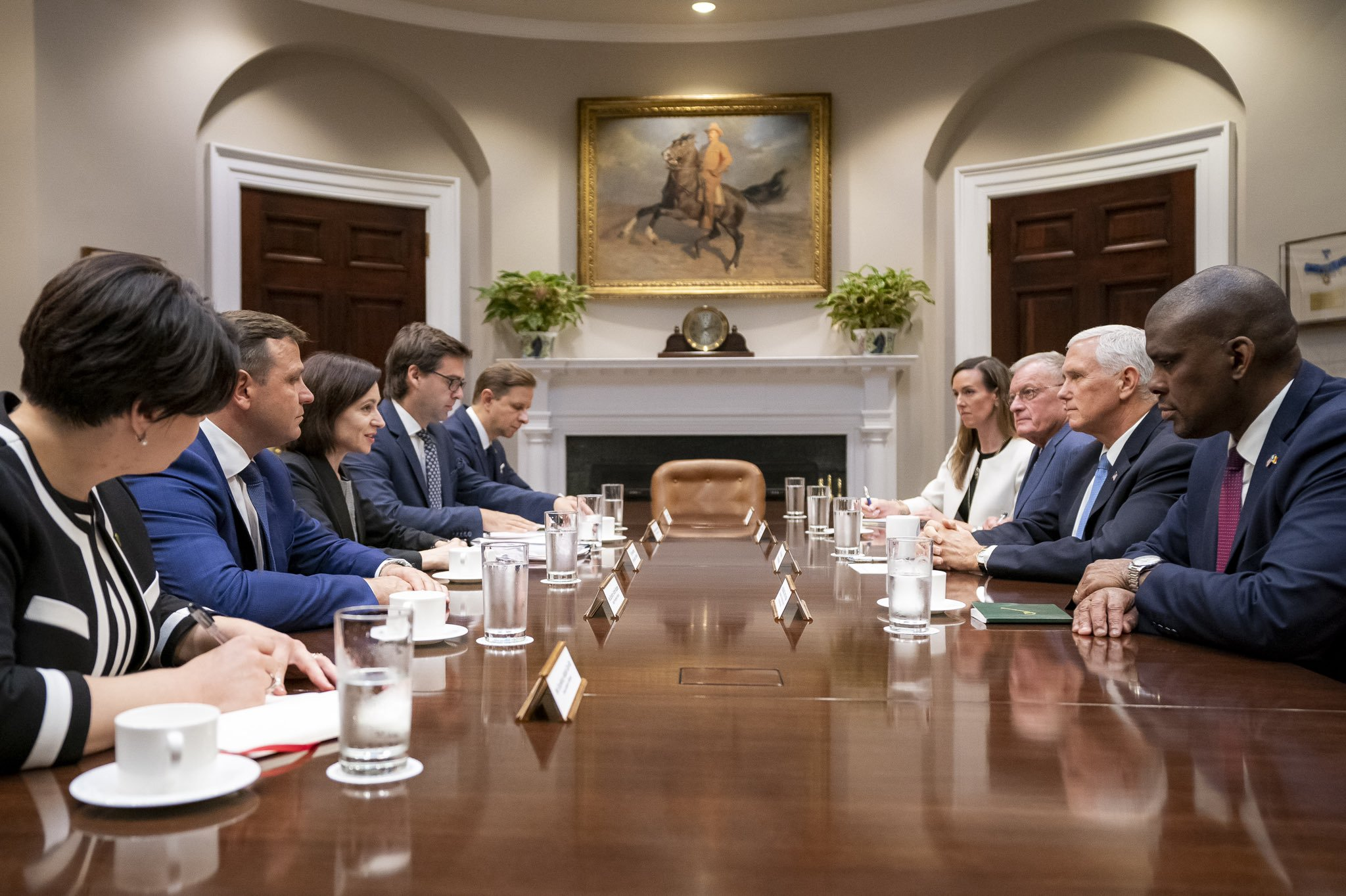
Maia Sandu en réunion avec le vice-président des États-Unis, Mike Pence (Maison-Blanche, septembre 2019).

Un désaccord sur une réforme du mode d'élection du procureur de la République, voulue par la Première ministre, mène le 6 novembre au dépôt par le Parti des socialistes d'une motion de censure, qui est votée le 12 novembre, avec le soutien des démocrates, par 63 voix sur 101. Les différentes formations politiques disposent alors de trois mois pour s'entendre sur un nouveau gouvernement, faute de quoi le Parlement sera dissous, entraînant des élections législatives anticipées,.
Le 13 novembre, Ion Chicu est chargé de former un gouvernement. Le gouvernement Chicu est approuvé le lendemain par le Parlement.

### Élection présidentielle de 2020

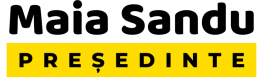
Logo de campagne de Sandu.

Candidate à l'élection présidentielle de 2020, Maia Sandu, candidate du Parti action et solidarité, est de nouveau confrontée au président sortant Igor Dodon, qui brigue un second mandat en tant que candidat du Parti des socialistes de la république de Moldavie. Arrivée à la surprise générale en tête du premier tour le 1er novembre, elle l’emporte largement au second alors que les sondages prévoyaient des résultats serrés : le 15 novembre, elle obtient ainsi 57,7 % des suffrages exprimés, et devient la première femme élue à cette fonction. Elle doit ce bon score aux Moldaves vivant à l’étranger, qui se sont beaucoup plus mobilisés qu’en 2016 et qui ont voté en sa faveur à hauteur de 93 %. L'issue du scrutin est perçue comme une baisse de l'influence russe dans le pays, à laquelle s’ajoute la réputation d'« incorruptible » de la candidate pro-européenne, dont la probité personnelle fait l'objet d'un « quasi-consensus », contrairement au président sortant, visé par plusieurs accusations de corruption.
Igor Grosu succède à Sandu à la présidence du Parti action et solidarité le 9 décembre.

### Présidente de la République

#### Début de son premier mandat, crise parlementaire et élections législatives anticipées de 2021

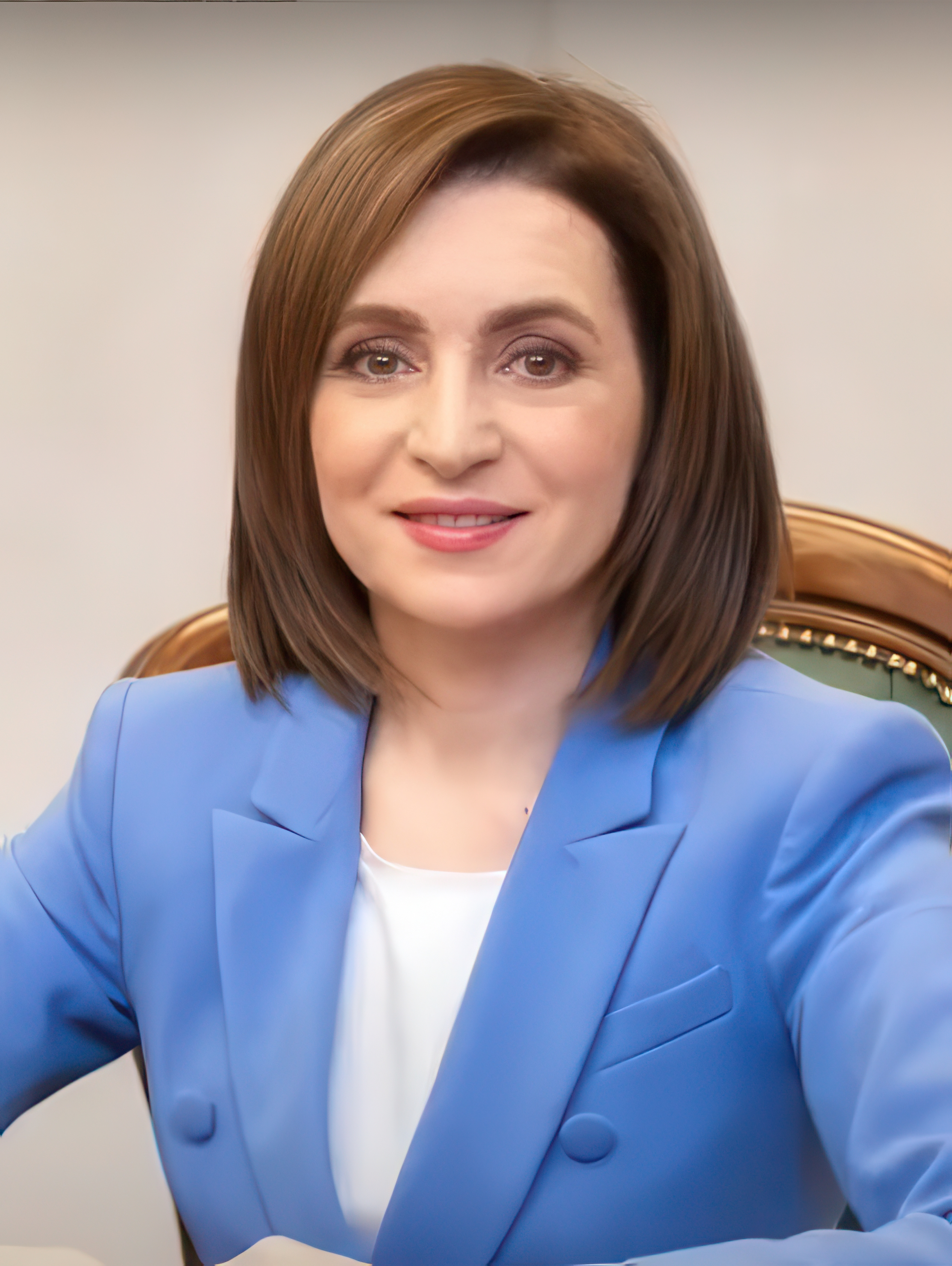
Maia Sandu en 2021.

À la suite du vote par le Parlement, à majorité prorusse, d'une loi retirant au président le contrôle des services de renseignement, des milliers de personnes manifestent à Chișinău le 6 décembre, à l'appel de la présidente élue, pour réclamer la démission du gouvernement Chicu et des élections législatives anticipées. Le gouvernement démissionne finalement le 23 décembre 2020 sous la menace d'une motion de censure, ce qui entraîne des élections législatives anticipées. Maia Sandu est investie présidente de la République de Moldavie le lendemain 24 décembre devant le Parlement, succédant à Igor Dodon et devenant la première femme à exercer cette fonction. Après un entretien avec la nouvelle présidente, Ion Chicu indique qu'il expédiera les affaires courantes jusqu'au 1er janvier 2021, et qu'après cette date, il quittera ses fonctions. Le 31 décembre, alors que le Premier ministre sortant a proposé le nom de la vice-Première ministre Olga Cebotari, la Présidente Sandu nomme finalement Aureliu Ciocoi comme Premier ministre par intérim.
Après que la Cour constitutionnelle a rendu un avis selon lequel les députés n'ont pas le pouvoir de dissoudre le Parlement par le vote d'une motion, Maia Sandu charge le 27 janvier 2021 Natalia Gavrilița de former un nouveau gouvernement,. Celle-ci annonce son gouvernement le 5 février 2021. Alors que pour provoquer des législatives anticipées, Sandu appelle à ne pas voter pour le gouvernement, le Parti action et solidarité, dont est issue Gavrilița, annonce qu'il ne votera pas la confiance, de même que son allié de la Plateforme vérité et dignité. De son côté, le Parti des socialistes de la république de Moldavie et ses alliés de Pro Moldova et Parti Șor, voulant éviter des législatives anticipées, semblent prêts à voter la confiance. Le 11 février, le Parlement refuse la confiance. Le soir même, Gavrilița est de nouveau chargée par Sandu de former un gouvernement. Cependant, cette nomination est invalidée par la Cour constitutionnelle le 23 février suivant.
Le 16 mars, Maia Sandu charge Igor Grosu, le dirigeant du Parti action et solidarité de former un gouvernement. Le 25 mars voit le gouvernement Grosu échouer de manière automatique à obtenir la confiance du Parlement, le quorum de membres présents nécessaire à l'obtention du vote n'étant pas réuni. Les partis prorusses Pro Moldova et Șor décident en effet de boycotter la séance, qualifiant le processus de « farce » et de « pièce de théâtre ». Seuls 43 députés sont par conséquent présents lors du vote, là où la Constitution impose de réunir les voix de la majorité absolue du total des membres, soit 51 députés,.
Le 29 mars, Maia Sandu demande à la Cour constitutionnelle de constater l'échec de deux gouvernements successifs à obtenir la confiance du Parlement dans un délai de quarante cinq jours, ce qui devrait lui permettre de convoquer des élections anticipées,. Entre-temps, le 31 mars, le Parlement décrète l'état d'urgence pour deux mois — au cours duquel des élections ne peuvent légalement être organisées — en raison de la crise sanitaire liée à la pandémie de Covid-19. La décision du Parlement est suspectée d'avoir directement pour objectif de retarder la tenue du scrutin, aucune autre mesure n'ayant été prise contre la pandémie,,. Le 28 avril, la Cour constitutionnelle juge invalide la mise en place d'un état d'urgence sous un gouvernement d'intérim. Le jour même, Maia Sandu procède à la dissolution du Parlement et convoque des élections anticipées pour le 11 juillet 2021. Son parti l’emporte avec 52,80 % des suffrages exprimés et obtient une majorité parlementaire confortable qui permet à la Présidente Sandu d'appliquer son programme politique. Elle désigne de nouveau Natalia Gavrilița pour former le prochain gouvernement. Après avoir obtenu la confiance du Parlement, celle-ci est officiellement investie avec le nouveau gouvernement le 6 août 2021.

#### Gestion de la pandémie de COVID-19
Lors de la visite du président roumain Klaus Iohannis, ce dernier promet que la Roumanie ferait don de 200 000 doses du vaccin Pfizer-BioNTech contre la COVID-19 à la Moldavie. Le 16 janvier, Sandu déclare que les autorités moldaves autoriseraient les résidents de Transnistrie à être vaccinés avec le vaccin russe Spoutnik V.
Les 21 600 premières doses du vaccin Oxford-AstraZeneca promis par la Roumanie sont arrivées en Moldavie le 28 février, les premières administrations commencent le 2 mars. La Moldavie est devenue le premier pays d'Europe à recevoir des vaccins de la plateforme COVAX. Le premier envoi livré début mars est arrivé avec plus de 14 000 doses de vaccin Oxford-AstraZeneca.

#### Crise énergétique et tensions avec la Russie et la Transnistrie
Dans une interview à la chaîne moldave TV8, Maia Sandu s'est déclarée « prête à se rendre en Russie » pour discuter des questions « concernant le commerce, les exportations, le règlement du conflit en Transnistrie » entre autres. Elle a également indiqué qu'elle avait l'intention de se rendre à Kyïv et à Bruxelles avant de se rendre à Moscou, soulignant sa position pro-UE. Le 11 août 2021, Maia Sandu, aux côtés d'autres responsables, a rencontré Dmitri Kozak, le chef d'état-major adjoint du Kremlin, où ils sont convenus de lever toutes les barrières économiques entre les deux nations et d'examiner la suppression des dépôts de munitions de Transnistrie,.
Dans une interview télévisée, en septembre 2021, Maia Sandu explique que le conflit en Transnistrie est l'un des conflits post-soviétiques empêchant la Moldavie d'accéder à une réelle indépendance et que d'autres anciens pays soviétiques ont vécu la même chose. Elle déclare également que la Moldavie recherche exclusivement une solution pacifique et diplomatique à ce conflit. Elle est favorable au retrait des forces russes de Transnistrie.
Dans un contexte de plus en plus tendu par l'invasion russe en Ukraine et la crise énergétique, et après que l'entreprise publique russe Gazprom a annoncé en octobre 2022 qu'elle réduirait de 30 % ses livraisons de gaz à la Moldavie, Maia Sandu doit affronter des manifestations contre la hausse des prix de l'énergie, soupçonnées d'être instrumentalisées par le Parti Șor pour déstabiliser le gouvernement moldave. Le 10 février 2023, à la suite de la démission de la Première ministre Natalia Gavrilița, notamment en raison de la crise énergétique, elle désigne son conseiller pour les questions de défense et de sécurité et ancien ministre de l'Intérieur, Dorin Recean, pour lui succéder,,. Sandu déclare le 13 février 2023 que la Russie, qui ne cesse d'accuser la Moldavie, comme l'Ukraine, de persécuter les russophones, cherche à renverser le gouvernement, confirmant les accusations portées par le président ukrainien Volodymyr Zelensky et accusant la Russie de préparer un coup d'état en Moldavie pour mettre en place un gouvernement prorusse, et, ainsi, de contrecarrer le projet d'adhésion à l'Union européenne. De son côté la Russie abroge le 22 février 2023 un décret de 2012 exprimant la volonté du Kremlin de « trouver une solution légale pour la Transnistrie en respectant l'intégrité territoriale de la Moldavie », abrogation pouvant permettre à la Russie de reconnaître officiellement la sécession transnistrienne, comme elle l'a déjà fait avec l'Abkhazie ou l'Ossétie du Sud en Géorgie.
Le 16 décembre 2024, la Moldavie décrète l'état d'urgence énergétique pour une durée de 60 jours face aux menaces de la Russie de couper son approvisionnement en gaz dès le 31 décembre.   

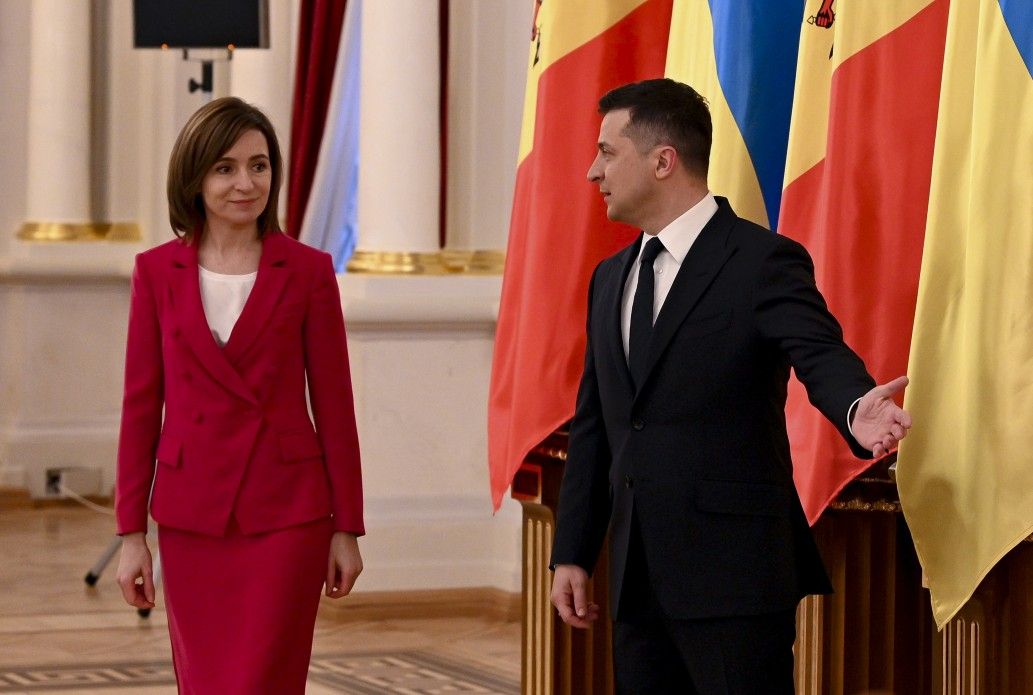
Maia Sandu et le président ukrainien Volodymyr Zelensky lors d'une visite officielle à Kyïv, le 12 janvier 2021.

#### Guerre en Ukraine et rapprochement avec l'UE et l'Occident
Le 24 février 2022, au premier jour de l'invasion de l'Ukraine par la Russie, Maia Sandu annonce l'ouverture des frontières aux Ukrainiens souhaitant se mettre en sécurité ou passer par la Moldavie pour rejoindre d'autres pays européens . Le 3 mars suivant, Sandu annonce qu'elle a signé et déposera prochainement une demande formelle d'adhésion de la Moldavie à l'Union européenne. Le 23 juin 2022, les Vingt-sept pays de l'UE accordent à l'unanimité le statut de candidat à la Moldavie et à l'Ukraine par la même occasion,.

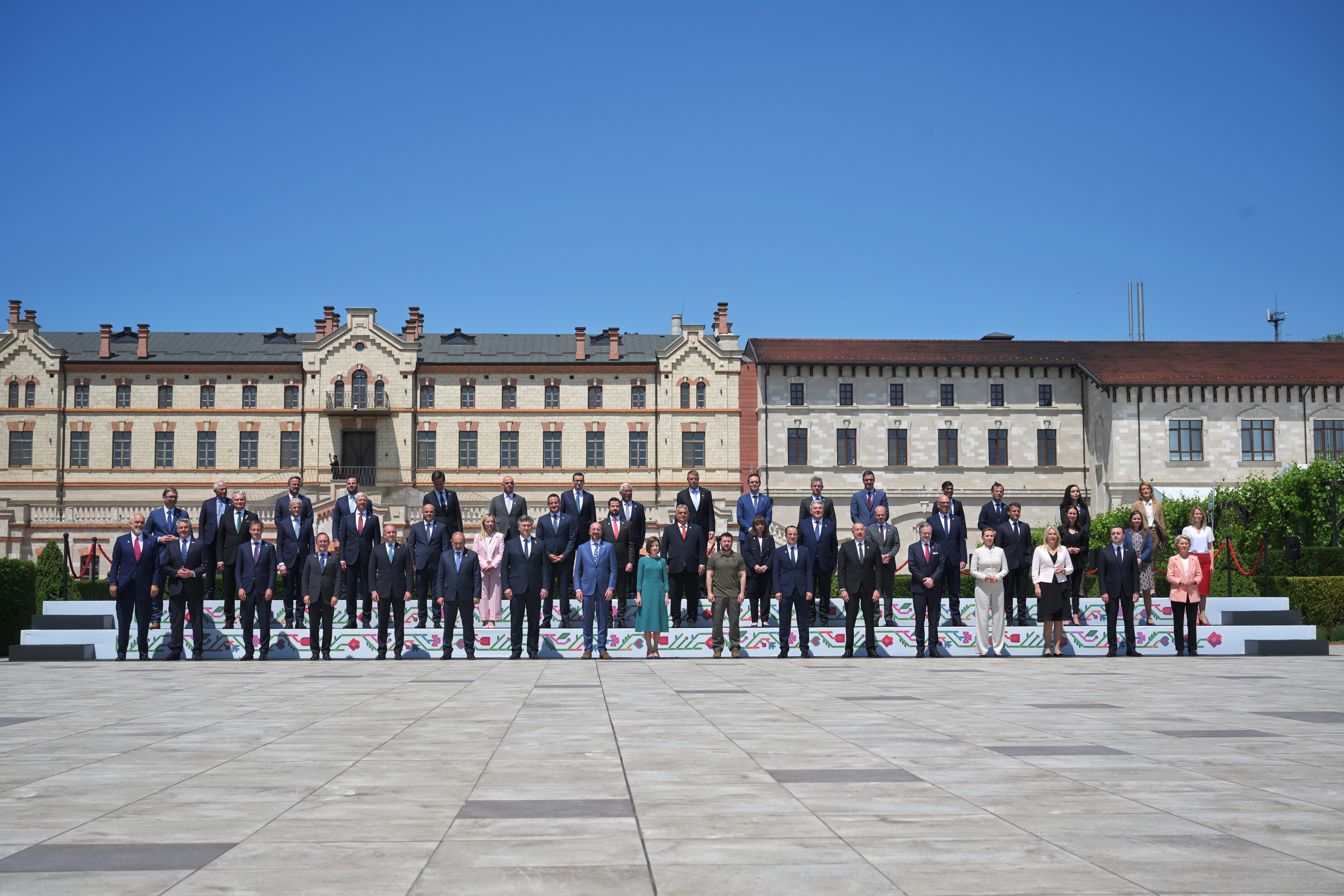
Photos de famille des chefs d'État et de gouvernement européens présents lors du deuxième sommet de la Communauté politique européenne au château de Mimi, 1er juin 2023.

Le 1er juin 2023, la Présidente Sandu accueille le deuxième sommet de la Communauté politique européenne au château de Mimi, dans le village de Bulboaca (en) près de la capitale Chișinău, où 47 chefs d'État et de gouvernement européens sont invités, ce qui constitue un évènement politique international inédit dans l'histoire de la République de Moldavie,.

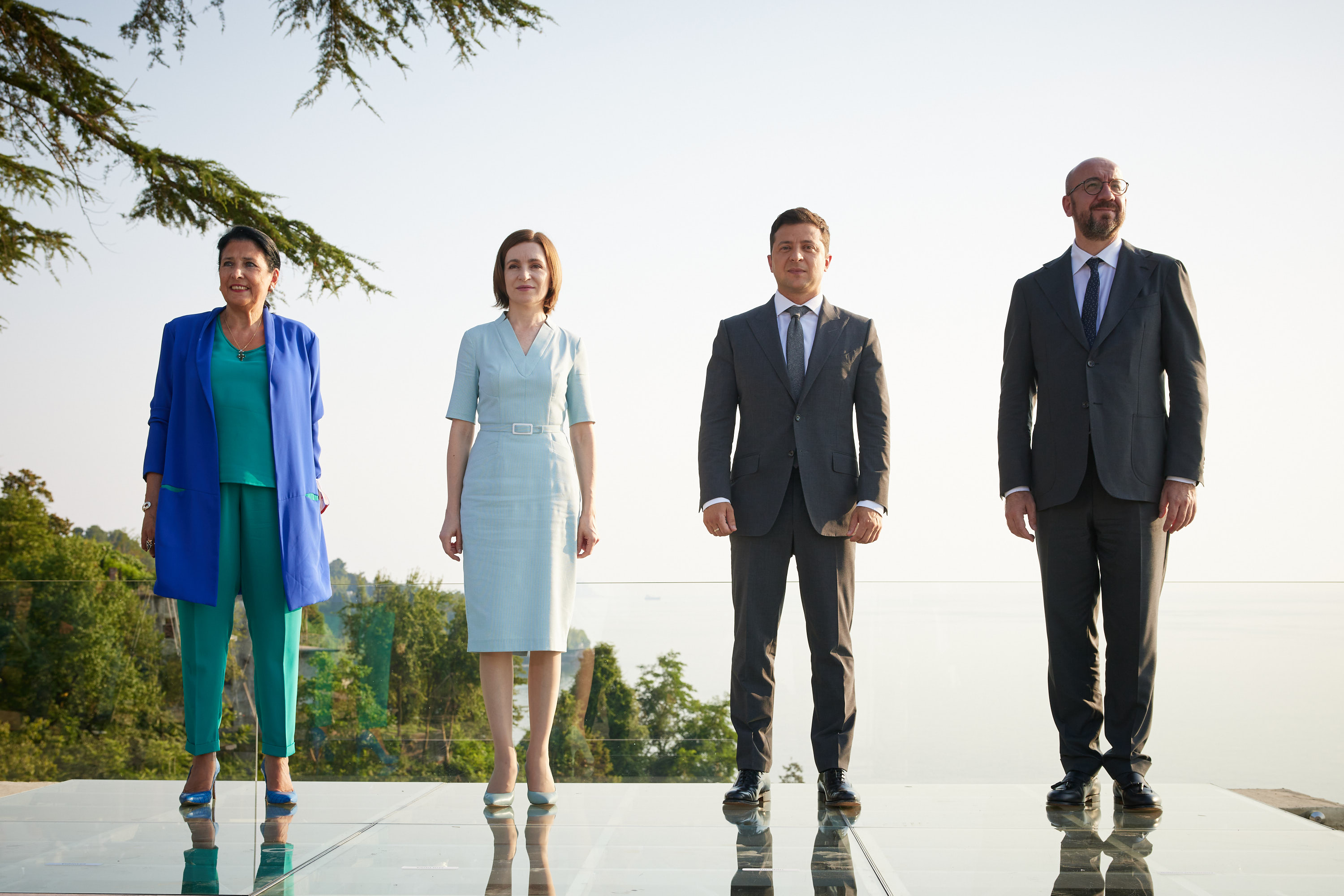
Maia Sandu (robe bleu clair) au sommet de Batoumi, en Géorgie, le 19 juillet 2021, entre la présidente géorgienne Salomé Zourabichvili, à gauche, le président ukrainien Volodymyr Zelensky et le président du Conseil européen, Charles Michel, à droite.

#### Modification de l'article 13 de la Constitution
Entre 2001 et 2009 le gouvernement prorusse de la Moldavie avait rendu à la langue russe ses privilèges d'avant l'indépendance, en décrétant son apprentissage comme langue étrangère obligatoire à l'école en 2002, et le déclarant « langue de communication inter-ethnique » (язык межнационального общения, comme à l'époque soviétique) en 2006, ce qui dispense les minorités non roumanophones de connaître la langue d'État du pays, mais oblige la majorité autochtone à connaître le russe. Cette mesure avait provoqué des manifestations massives à Chișinău et dans d'autres grandes villes. L'article 13 de la Constitution, inspiré du droit du sang et du droit soviétique, avait, dans sa formulation de 1994, créé une double discrimination linguistique et juridique :
- d'une part, la dénomination « Moldave » n'était plus également appliquée à tous les citoyens du pays comme le font le droit du sol et le droit international : seuls les indigènes roumanophones et leur langue étaient considérés « Moldaves », excluant ainsi les minorités de la construction de l'identité du pays ;
- d'autre part, seules les minorités pouvaient développer librement leur langue, leur culture et leur identité en lien avec des cultures dépassant les frontières du pays (culture russe, ukrainienne, bulgare, turcophone...) ; les « Moldaves », s'ils se référaient à la culture roumaine, étaient considérés comme « minorité nationale » dans leur propre pays et s'exposaient à des discriminations[83].

Après des années de manifestations, d'arrestations, de controverses, de limogeages de chercheurs et d'enseignants, de plaintes et de procès, la Cour constitutionnelle moldave fut saisie de cette « querelle des dénominations » et, le 5 décembre 2013, par son arrêt no 36, décréta que « les deux dénominations désignent une même langue et sont légalement admissibles », mettant ainsi un terme aux poursuites entamées entre 2001 et 2009 par les gouvernements prorusses pour « propagation de fausses informations et propagande impérialiste roumaine »... mais sans abolir l'article 13.

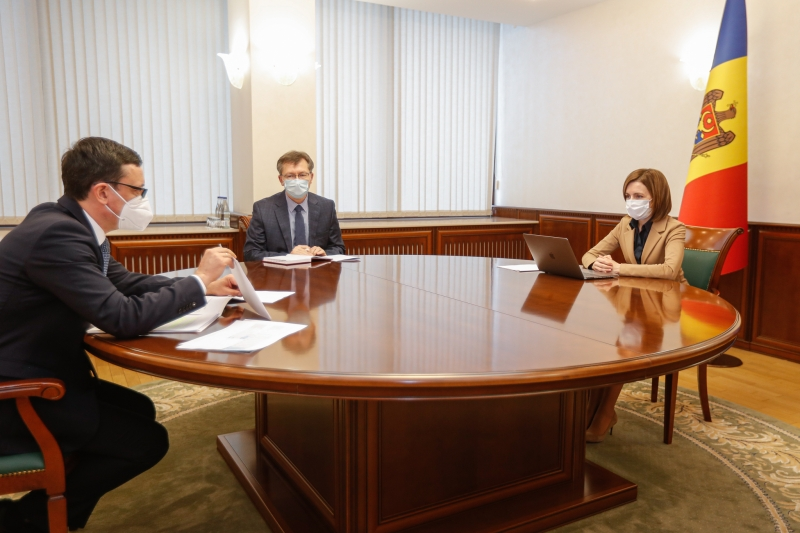
Sandu avec le gouverneur de la Banque nationale de Moldavie, Octavian Armașu, 23 mars 2021

Majoritaire au Parlement depuis les élections législatives moldaves de 2021, le Parti action et solidarité a décidé, pour faciliter la procédure d'adhésion de la Moldavie à l'Union européenne, d'abolir la double-dénomination de la langue majoritaire afin que tous les citoyens du pays soient également des « Moldaves » quelle que soit leur langue, origine, ou culture. Sur proposition de l'Académie des sciences de Moldavie, le parlement moldave a modifié l'article 13 de la Constitution, en remplaçant le nom « moldave » par « roumain » (loi no 52 du 16 mars 2023 : ). Ainsi, selon le modèle belge ou suisse où tous les citoyens du pays sont respectivement des « Belges » ou des « Suisses » quelle que soit leur langue, les citoyens de la Moldavie sont désormais tous des « Moldaves », avec le roumain comme langue usuelle de 78 % d'entre eux, à côté du russe, de l'ukrainien, du gagaouze et du bulgare. L'opposition prorusse soit le bloc électoral des communistes et socialistes et le parti Șor, a voté contre,.
Par conséquent, depuis le 16 mars 2023, sur la rive droite du Dniestr, administrée par le gouvernement moldave, officiellement le nom « moldave » pour la langue du pays doit être partout remplacé par celui de « roumain » tandis que sur la rive gauche du Dniestr, administrée par l'état autoproclamé de Transnistrie et où l'autorité de la Moldavie ne s'exerce pas, le roumain est toujours appelé « moldave » et il est écrit, comme à l'époque soviétique, en caractères cyrilliques russes (« лимба молдовеняскэ » = « limba moldovenească »), conformément à l'article 12 de la constitution transnistrienne.

#### Élections municipales de 2023
Lors des élections municipales moldaves de novembre 2023, les partis pro-européens remportent la majorité des conseils municipaux. Le Parti action et solidarité (PAS) de Maia Sandu arrive largement en tête au niveau national avec plus de 40 % des voix, et l'emporte dès le premier tour dans 244 municipalités sur 898. Le PAS échoue cependant dans plusieurs grandes villes dont la capitale Chișinău, remportée par le maire sortant Ion Ceban et son Mouvement alternatif national (MAN) fondé fin décembre 2021, qui réunit de justesse la majorité absolue dès le premier tour face au candidat du PAS, Lilian Carp,.

#### Élection présidentielle de 2024 et référendum constitutionnel pro-européen
Le 24 décembre 2023, Maia Sandu déclare sur Facebook son intention de briguer un second mandat à l'occasion de l'élection présidentielle moldave de 2024, ainsi que l'organisation d'un référendum pour l'inscription dans la constitution de l'objectif d'adhésion du pays à l'Union européenne, qui a lieu le même jour que le premier tour de l'élection, le 20 octobre 2024,.
La présidente sortante pro-européenne arrive en tête de ce premier tour avec 42,37 % des suffrages exprimés, devant le prorusse Alexandr Stoianoglo, candidat du PSRM, qu'elle affronte lors du second tour le 3 novembre. Maia Sandu est finalement réélue pour un deuxième mandat avec 55,35 % des suffrages.
Le scrutin référendaire bénéficie d'une bonne participation. Le taux de 33,33 % nécessaire à la validation des résultats est ainsi atteint dès 15 heures, avec 36 % de participation. Les premiers résultats donnent initialement le « Non » vainqueur, avant que le décompte des bulletins de la diaspora ne fasse finalement basculer la tendance. Une très faible majorité de Moldaves vote ainsi « oui » à 50,35 % pour l'adhésion de la Moldavie à l'UE, lors d'un référendum plus serré que prévu. Sandu impute ce résultat serré à l'action de propagande et d'achats de voix menés par des groupes criminels en collaboration avec la Russie, dénonçant une « attaque sans précédents contre la démocratie ». Le Kremlin rejette  « catégoriquement » les accusations d’ingérence. Le porte-parole de la présidence russe, Dmitri Peskov, exige « des « preuves » concernant les « graves accusations » de la présidente pro-européenne moldave. ».

#### Second mandat
Maia Sandu est investie pour un second mandat de présidente de la République de Moldavie le 24 décembre 2024.

## Décorations
- Grand-croix avec collier de l'ordre de Vytautas le Grand (6 juillet 2022)
- Grand-croix de la Légion d'honneur (2024). Le 7 mars 2024, Maia Sandu reçoit des mains du Président Emmanuel Macron le grade de grand-croix de la Légion d'honneur[101].